# Harvey Keitel
Harvey Keitel (n. 13 mai 1939, New York City, New York, SUA) este un actor american cu origini românești. Mama sa, o evreică pe nume Miriam, s-a născut la Leordina, județul Maramureș emigrând mai apoi în Statele Unite. În 2007 și 2008 a participat la mai multe evenimente organizate în New York, pentru strângere de fonduri pentru familiile sărace din România.
A jucat în filmele lui Martin Scorsese, Crimele din Mica Italie și Șoferul de taxi, în The Duellists și Thelma și Louise - ambele în regia lui Ridley Scott, dar și sub regia lui Quentin Tarantino în filmele Reservoir Dogs și Pulp Fiction. A mai jucat în filme ca The Piano (regia Jane Campion), Bad Lieutenant (Abel Ferrara), Cop Land (James Mangold) și To Vlemma tou Odyssea (Theo Angelopoulos). De asemenea joacă rolul detectivului Gene Hunt în adaptarea americană a serialului Life on Mars.

## Filmografie
| An        | Film                                               | Rol                               | Note |
| --------- | -------------------------------------------------- | --------------------------------- | --- |
| 1967      | Who's That Knocking at My Door                     | J.R.                              | |
| 1967      | Reflections in a Golden Eye                        | Soldat                            | Nemenționat |
| 1970      | Brewster McCloud                                   | Fotograf                          | Nemenționat |
| 1973      | Mean Streets                                       | Charlie                           | |
| 1974      | A Memory of Two Mondays (TV)                       | Jerry                             | |
| 1974      | Alice Doesn't Live Here Anymore                    | Ben                               | |
| 1975      | That's the Way of the World                        | Coleman Buckmaster                | |
| 1976      | Taxi Driver                                        | 'Sport' Matthew                   | Nominalizare —National Society of Film Critics Award for Best Supporting Actor (2nd place) Nominalizare—New York Film Critics Circle Award for Best Supporting Actor (2nd place)                                                                                  |
| 1976      | Buffalo Bill and the Indians                       | Ed Goodman                        | |
| 1976      | Mother, Jugs & Speed                               | Tony "Speed" Malatesta            | |
| 1978      | Blue Collar                                        | Jerry Bartowski                   | |
| 1978      | The Duellists                                      | Feraud                            | |
| 1978      | Fingers                                            | Jimmy Fingers                     | |
| 1979      | Eagle's Wing                                       | Henry                             | |
| 1980      | Death Watch                                        | Roddy                             | |
| 1980      | Bad Timing                                         | Inspector Netusil                 | |
| 1980      | Saturn 3                                           | Benson                            | Voce dublată de Roy Dotrice |
| 1982      | That Night in Varennes                             | Thomas Paine                      | |
| 1982      | The Border                                         | Cat                               | |
| 1983      | Exposed                                            | Rivas                             | |
| 1983      | Copkiller                                          | Lt. Fred O'Connor                 | |
| 1984      | Falling in Love                                    | Ed Lasky                          | |
| 1984      | Nemo                                               | Mr. Legend                        | |
| 1985      | El caballero del dragon (The Knight of the Dragon) | Clever                            | Film spaniol |
| 1986      | Blindside                                          | Penfield Gruber                   | |
| 1986      | Camorra (A Story of Streets, Women and Crime)      | Frankie                           | |
| 1986      | The Inquiry                                        | Pontius Pilate                    | |
| 1986      | Off Beat                                           | Mickey                            | |
| 1986      | Wise Guys                                          | Bobby DiLea                       | |
| 1986      | The Men's Club                                     | Solly Berliner                    | |
| 1987      | The Pick-up Artist                                 | Alonzo Scolara                    | |
| 1988      | Down Where The Buffalo Go                          | Carl                              | BBC TV Movie |
| 1988      | The Last Temptation of Christ                      | Judas Iscariot                    | Nominalizare—Golden Raspberry Award for Worst Supporting Actor |
| 1988      | Grandi cacciatori                                  | Thomas                            | |
| 1988      | Dear Gorbachev                                     | Nikolaj Bucharin                  | |
| 1989      | The January Man                                    | Police Commissioner Frank Starkey | |
| 1989      | Imagining America                                  |                                   | |
| 1990      | The Two Jakes                                      | Julius 'Jake' Berman              | |
| 1990      | Two Evil Eyes                                      | Roderick Usher                    | Segment: "The Black Cat" |
| 1991      | Thelma & Louise                                    | Hal                               | National Society of Film Critics Award for Best Supporting Actor |
| 1991      | Mortal Thoughts                                    | Det. John Woods                   | National Society of Film Critics Award for Best Supporting Actor |
| 1991      | Bugsy                                              | Mickey Cohen                      | Chicago Film Critics Association Award for Best Supporting Actor National Society of Film Critics Award for Best Supporting Actor Nominalizare—Academy Award for Best Supporting Actor Nominalizare—Golden Globe Award for Best Supporting Actor – Motion Picture |
| 1992      | Bad Lieutenant                                     | The Lieutenant                    | Fantasporto's International Fantasy Film Award for Best Actor Independent Spirit Award for Best Male Lead Nominalizare—New York Film Critics Circle Award for Best Actor (2nd place)                                                                              |
| 1992      | Reservoir Dogs                                     | Mr. White – Larry Dimmick         | Și co-producător Sant Jordi Award for Best Foreign Actor |
| 1992      | Sister Act                                         | Vince LaRocca                     | |
| 1993      | Rising Sun                                         | Lt. Tom Graham                    | |
| 1993      | Dangerous Game                                     | Eddie Israel                      | Venice Film Festival – Golden Ciak for Best Actor |
| 1993      | Point of No Return                                 | Victor the Cleaner                | |
| 1993      | The Piano                                          | George Baines                     | Australian Film Institute Award for Best Actor in a Leading Role |
| 1993      | Young Americans                                    | John Harris                       | |
| 1994      | Imaginary Crimes                                   | Ray Weiler                        | |
| 1994      | Pulp Fiction                                       | Winston "The Wolf" Wolfe          | |
| 1994      | Monkey Trouble                                     | Azro                              | |
| 1995      | Get Shorty                                         | Himself                           | Uncredited |
| 1995      | Smoke                                              | Augustus 'Auggie' Wren            | Berlin International Film Festival's Special Jury Prize (shared with Wayne Wang) David di Donatello for Best Foreign Actor |
| 1995      | Ulysses' Gaze                                      | A                                 | |
| 1995      | Blue in the Face                                   | Auggie Wren                       | Și producător executiv |
| 1995      | Clockers                                           | Det. Rocco Klein                  | |
| 1996      | From Dusk till Dawn                                | Jacob Fuller                      | Nominalizare—Saturn Award for Best Supporting Actor |
| 1996      | Head Above Water                                   | George                            | |
| 1997      | FairyTale: A True Story                            | Harry Houdini                     | |
| 1997      | Cop Land                                           | Ray Donlan                        | |
| 1997      | City of Industry                                   | Roy Egan                          | |
| 1998      | Finding Graceland                                  | Elvis                             | |
| 1998      | Gunslinger's Revenge (Il mio West)                 | Johnny Lowen                      | |
| 1998      | Shadrach                                           | Vernon                            | |
| 1998      | Lulu on the Bridge                                 | Izzy Maurer                       | |
| 1998      | Sweets of Roses                                    | Hubie                             | Voce |
| 1999      | Three Seasons                                      | James Hager                       | Și producător executiv |
| 1999      | Holy Smoke!                                        | PJ Waters                         | |
| 1999      | Presence of Mind                                   | The Master                        | |
| 2000      | Prince of Central Park                             | The Guardian                      | |
| 2000      | U-571                                              | CPO Henry Klough                  | Nominalizare—Blockbuster Entertainment Award for Favorite Supporting Actor – Action |
| 2000      | Little Nicky                                       | Satan                             | |
| 2001      | Nailed                                             | Tony Romano                       | |
| 2001      | The Grey Zone                                      | SS-Oberscharführer Eric Muhsfeldt | Și producător executiv |
| 2001      | Taking Sides                                       | Major Steve Arnold                | |
| 2001      | Viper                                              | Leone                             | |
| 2002      | Red Dragon                                         | Jack Crawford                     | |
| 2002      | Ginostra                                           | Matt Benson                       | |
| 2003      | Crime Spree                                        | Frankie Zammeti                   | |
| 2003      | Dreaming of Julia                                  | Che                               | Și producător |
| 2003      | The Galindez File                                  | Edward Robards                    | |
| 2004      | National Treasure                                  | Agent Peter Sadusky               | |
| 2004      | The Bridge of San Luis Rey                         | Unchiul Pio                       | |
| 2004      | Puerto Vallarta Squeeze                            | Walter McGrane                    | |
| 2005      | Be Cool                                            | Nick Carr                         | |
| 2005      | A Crime                                            | Roger Culkin                      | |
| 2005      | Shadows in the Sun                                 | Weldon Parish                     | |
| 2006      | The Path to 9/11                                   | John O'Neill                      | |
| 2006      | Arthur and the Minimoys                            | Miro                              | Voce |
| 2006      | The Stone Merchant⁠(it)[traduceți]                  | The Merchant Ludovico Vicedomini  | |
| 2007      | One Last Dance                                     | Terrtano                          | |
| 2007      | My Sexiest Year                                    | Zowie                             | |
| 2007      | National Treasure: Book of Secrets                 | Agent Peter Sadusky               | |
| 2008      | The Ministers                                      | Detective Joseph Bruno            | |
| 2008–2009 | Life on Mars (TV)                                  | Locotenent Gene Hunt              | Nominalizare—Satellite Award for Best Supporting Actor – Series, Miniseries or Television Film |
| 2009      | Inglourious Basterds                               | Allied Commanding Officer         | Voce Nemenționat |
| 2009      | Chaos                                              |                                   | |
| 2009      | Wrong Turn at Tahoe                                | Nino                              | |
| 2010      | Little Fockers                                     | Randy Weir                        | |
| 2010      | A Beginner's Guide to Endings                      | Duke White                        | |
| 2010      | The Last Godfather                                 | Don Carini                        | |
| 2012      | Moonrise Kingdom                                   | Commander Pierce                  | |
| 2012      | Gandhi of the Month                                | Edward Baker                      | Titlu anterior Against Itself |
| 2013      | A Farewell to Fools                                | Father Johanis                    | |
| 2013      | The Power Inside                                   | O'Mansky                          | |
| 2014      | The Grand Budapest Hotel                           | Ludvig                            | |
| 2014      | The Congress                                       | Al                                | |
| 2014      | By the Gun                                         | Salvatore Vitaglia                | |
| 2014      | Two Men in Town                                    | Bill Agati                        | |
| 2014      | Rio, I Love You                                    | Rolul său (ca O Ator)             | Segment: "O Milagre" |
| 2015      | Youth                                              | Mick Boyle                        | |
| 2015      | The Ridiculous 6                                   | Smiley Harris                     | Patron al "The Golden Nugget" |

- Thelma și Louise (1991)
- Bugsy (1991) ca Mickey Cohen

## Premii
- Nominalizat la Premiul Oscar pentru cel mai bun actor în rol secundar pentru rolul din filmul Bugsy (1991).